# Giulio Aleni
Giulio Aleni (ur. 1582 w Brescii, zm. 10 czerwca 1649 w Nanpingu), znany także jako Ai Rulüe (chiń. 艾儒略) – włoski uczony, misjonarz i jezuita. Działał w Chinach jako misjonarz, oprócz tego interesował się miejscową kulturą, filozofią, historią i językiem. Z uwagi na olbrzymią wiedzę o cywilizacji chińskiej, był nazywany „Konfucjuszem z Zachodu”.

## Życiorys
Aleni pochodził z rodziny należącej do warstwy ubogiej szlachty. Jego przodkowie pochodzili z okolic Bergamo, ale w XIII wieku przenieśli się w pobliże Brescii. Pierwotnie nazywali się „de Boldinis”, ale wkrótce otrzymali nowe miano, od wsi Leno, w której osiedli. Giulio był synem nieznanego z imienia mężczyzny z rodu Alenich i Francesci z domu Ugoni. Został ochrzczony w parafii Santa Maria in Calchera w Brescii. Niestety rejestry parafialne nie przetrwały do czasów współczesnych, toteż dokładna data narodzin Aleniego pozostaje nieznana. W 1597 roku rozpoczął naukę w kolegium Świętego Antoniego w Brescii. Po zakończeniu trzyletniej edukacji w zakresie przedmiotów humanistycznych, wstąpił do zakonu jezuitów. W czasie swojego nowicjatu zajmował się głównie nauką. W 1602 roku został wysłany przez swoich przełożonych do Parmy na studia filozoficzne, które zajęły mu trzy lata. Po ich ukończeniu rozpoczął pracę w kolegium w Bolonii, gdzie nauczał przedmiotów humanistycznych. W czasie pobytu w Bolonii zainteresował się astronomią z inspiracji Giovanniego Antonio Maginiego, który wykładał na miejscowej uczelni. W 1607 roku Aleni udał się do Rzymu na studia teologiczne. Uczył się tam jednak również astronomii a jego nauczycielem był słynny jezuita i uczony Christoph Clavius.
Studiując i pracując jako nauczyciel Aleni zainteresował się tematem misji chrystianizacyjnych. W 1603 roku zwrócił się do generała zakonu, Claudio Acquavivy z prośbą o pozwolenie na wzięcie udziału w misji. Początkowo chciał wyjechać do Peru, ale został skierowany na Daleki Wschód. Opuścił Europę 23 marca 1609 roku. W czasie podróży pogłębiał swoją wiedzę na temat terenów, na których miał działać. Prowadził również obserwacje astronomiczne. Pod koniec 1610 roku dotarł do Goa, a w styczniu 1611 roku ostatecznie wylądował w Makau. Spędził tam dwa lata, ucząc się języka chińskiego i nauczając matematyki w miejscowym kolegium jezuickim. Nadal zajmował się astronomią, w 1612 roku obserwował i opisał zaćmienie księżyca. W 161 roku opuścił Makau i wraz z  kilkoma innymi jezuitami udał się do Chin. Najpierw, przez krótki czas przebywał w Pekinie, później zaś pracował jako misjonarz w Kaifeng. W mieście tym żyła społeczność żydowska, z którą Aleni nawiązał kontakt. Jakiś czas później przeniósł się do Nankinu, a potem do Szanghaju.
W 1616 doszło do lokalnych prześladowań chrześcijan, które zapoczątkował nieprzychylny im Minister Rytów Shen Que. Aleni i wielu jego braci z zakonu schroniło się wówczas u wyznającego chrześcijaństwo, chińskiego uczonego, Michael Yanga Tingyuna w Hangzhou. Jako że nie mógł się wówczas zajmować pracą misjonarza, poświęcił się studiowaniu literatury, filozofii i języka chińskiego. Napisał też kilka prac poświęconych chińskiej nauce i religii. Po zakończeniu prześladowań wrócił do działalności misjonarskiej. Zaczął od Yangzhou, potem pracował w Hangzhou, a następnie w Jiangzhou. Był jednym z założycieli misji w Shanxi. W 1620 roku Giulio nawrócił na chrześcijaństwo chińskiego uczonego Ma Chengxiu, którego uczył europejskich osiągnięć z zakresu matematyki. W 1625 roku założył misję w Fujian. W 1638 roku udał się do Makau z uwagi na trwające prześladowania, ale bardzo szybko powrócił do pracy misyjnej.
W czasie podboju Chin przez Mandżurów, Aleni przebywał w Fujian. Należał do tej grupy jezuitów, która działała na terenach pozostających pod władzą południowej dynastii Ming. Część jezuitów żyła jednak na dworze nowych panów z dynastii Qing. Giulio kontynuował pracę misyjną, zapisy jego rozmów z jezuitą Andriusem Rudaminą stanowią cenne źródło informacji o funkcjonowaniu wspólnot chrześcijańskich w Chinach i postępach ewangelizacji. Kontynuował również badania astronomiczne i poczynił szereg obserwacji dotyczących magnetyzmu, których wyniki wysłał później Athanasiusowi Kircherowi. Korespondował z nim także na inne tematy, dotyczące głównie chińskiej cywilizacji i języka. Pisał również do włoskiego astronoma Maginiego. Był autorem kilku dzieł z różnych dziedzin nauki. Publikował prace dotyczące geografii, kosmografii, europejskiej nauki, historii i filozofii chińskiej. Był autorem Wanguo Quantu a także „Żywota Chrystusa” w ośmiu tomach, które to dzieło było później często przedrukowywane przez późniejszych, protestanckich misjonarzy. Miejscowi uczeni, których znał, nie tylko chrześcijanie, określali go mianem „Konfucjusza z Zachodu” z uwagi na ogromną wiedzę na temat Chin i szacunek jakim darzył miejscową kulturę. Na jego cześć napisano w Chinach kilka wierszy. Po jego śmierci w 1649 roku powstało kilka biografii napisanych przez Chińczyków.